# Thalassoalaimus egregius
Thalassoalaimus egregius är en rundmaskart som beskrevs av Steiner 1916. Thalassoalaimus egregius ingår i släktet Thalassoalaimus och familjen Oxystominidae. Arten är reproducerande i Sverige. Inga underarter finns listade i Catalogue of Life.